# Torís
Torís (oficialment i en castellà, Turís) és un municipi del País Valencià situat a la comarca de la Ribera Alta. Limita amb Montserrat i Montroi (a la mateixa comarca); amb Alboraig, Dosaigües i Godelleta (a la Foia de Bunyol); i amb Torrent (a l'Horta Sud).

## Geografia
Situat en els confins amb la Foia de Bunyol encara que pertany a la Ribera Alta. El relleu és ondulat, com la majoria de la zona del piedmont de l'interior valencià, i tot just és accidentat per algunes llomes i turons d'orientació ibèrica i de materials cretàcics. L'altitud mitjana del piedmont en la part que correspon a Torís, es troba entre les corbes de nivell dels 280 m i els 190 m, en descens d'oest a est.
Arrecerats a la ribera del riu Magre, la superfície presenta cims que si fa no fa voregen els 300 m d'altitud com ara les serres del Castellet (342 msnm), del Canyamar, del Portell, la muntanya del Calahuet o els Molets. En els turons i muntanyes creixen alguns pins i mates.
Torís pertany a la subcomarca de la Vall dels Alcalans.

### Nuclis
- Altury
- Cortitxelles
- Mas de Pavia
- Monte Tesoro
- Los Blázquez
- Montur
- Vinyamalata
- Canyada Font del "Pavo", amb uns 130 habitants, la majoria d'ells població flotant. La paraula "Pavo" de la denominació d'aquesta pedania, no fa referència a un titot, sinó a la filiació referida al malnom de la persona i de la família que antany tenia la propietat de la major part de les terres d'aquesta Canyada i que els deien de sobrenom (i encara ho diuen als seus descendents) el castellanisme "Pavo" o "els Pavo".[1] Les Festes de la La Canyada són en la tercera o quarta setmana d'agost i duren 4 dies. A més també se celebra la Festa de Sant Antoni Abat, al gener; la "Festa de la Creu de Maig", al voltant del 1r de maig i “Festa dels Pobles" (autòctona), al voltant del 9 i 12 d'octubre.

## Història i orígens
Als jaciments del Montrotón, l'Alt del Coll dels Barracons, l'Olivereta del Canyamar, Carència, Sabotxa i del Castellet hi ha restes del Bronze valencià. També hi deixaren petjada ibers, romans i musulmans.
Jaume I, el 15 d'abril del 1275, confirmà a na Garcia Gombald la donació del castell de Torís que feu a son pare, Gombald (altres citen Gerard) d'Entença quan la conquesta. Consecutivament va passar pels senyorius de Pere d'Híxar, na Blanca, esposa de Jaume el Just, l'infant Alfons, o la família Mercader; el 18 de maig del 1355 l'infant Joan, lloctinent de Pere IV, va vendre a Raimon de Torís la jurisdicció del castell; després passà al duc de Gandia i, finalment, ja convertit en cap de la baronia del seu nom, al marquès de Bèlgida.
L'expulsió morisca, com a la resta del País, fou desastrosa per a Torís, que va veure sortir 200 dels seus fills; desfeta que intentaren pal·liar amb sengles cartes pobles Carles de Borja (7 de març de 1611) i Jaume de Borja i Centelles, catorze anys després.

## Demografia
| 1990  | 1992  | 1994  | 1996  | 1998  | 2000  | 2002  | 2004  | 2006  | 2007  |
| ----- | ----- | ----- | ----- | ----- | ----- | ----- | ----- | ----- | ----- |
| 4.150 | 4.204 | 4.375 | 4.471 | 4.560 | 4.733 | 4.954 | 5.305 | 5.788 | 6.053 |

## Economia
L'economia torisana es basa fonamentalment en l'agricultura. La superfície conreada s'eleva al 73,1% de la total del terme. En els cultius de secà predominen vinyes, oliveres, fruiteres i cereals. La vinya és el principal cultiu i es destina tant a vinificació com a raïm de taula. El vi és embotellat per un celler cooperatiu al qual estan associats la majoria de viticultors de la població. En terrenys de regadiu, tant en la zona del riu Magre com en el pla de la Masia de Calabarra es conreen tarongers, fruiters, dacsa, hortalisses i altres productes. La ramaderia compta amb caps de boví, porcí i ruscs. La indústria és poc important.

## Política i Govern

### Composició de la Corporació Municipal
El Ple de l'Ajuntament està format per 13 regidors. En les eleccions municipals de 26 de maig de 2019 foren elegits 7 regidors del Partit Socialista del País Valencià (PSPV-PSOE), 3 de Ciutadans - Partit de la Ciutadania (Cs) i 3 del Partit Popular (PP).
| Eleccions municipals de 26 de maig de 2019 - Torís                                                                             |                                          |                                     |                                     |        |          |          |
| Candidatura | Candidatura                              | Candidatura                         | Cap de llista                       | Vots   | Vots     | Regidors |
| | Partit Socialista del País Valencià-PSOE |                                     | Eugenio Fortaña Fons                | 1.680  | 51,58%   | 7 (+2)   |
| | Ciutadans - Partit de la Ciutadania      |                                     | Ismael Corell García                | 773    | 23,73%   | 3 (+2)   |
| | Partit Popular                           |                                     | Juan Bautista Guaita Puchades       | 673    | 20,66%   | 3 (-3)   |
| | Altres candidatures                      |                                     |                                     | 93     | 2,86%    | 0 ( -1)  |
| | Vots en blanc                            |                                     |                                     | 38     | 1,17%    |          |
| Total vots vàlids i regidors                                                                                                   | Total vots vàlids i regidors             | Total vots vàlids i regidors        | Total vots vàlids i regidors        | 3.257  | 100 %    | 13       |
| | Vots nuls                                | Vots nuls                           | Vots nuls                           | 114    | 3,38%    |          |
| Participació (vots vàlids més nuls)                                                                                            | Participació (vots vàlids més nuls)      | Participació (vots vàlids més nuls) | Participació (vots vàlids més nuls) | 3.371  | 66,25%** |          |
| Abstenció | Abstenció                                | Abstenció                           | Abstenció                           | 1.717* | 33,75%** |          |
| Total cens electoral | Total cens electoral                     | Total cens electoral                | Total cens electoral                | 5.088* | 100 %**  |          |
| Alcalde: Eugenio Fortaña Fons (PSPV) (15/06/2019) Per majoria absoluta dels vots dels regidors (7 vots de PSPV)                |                                          |                                     |                                     |        |          |          |
| Fonts: JEC, JEZ Requena, M. Interior, Periòdic Ara. (* No són vots sinó electors. ** Percentatge respecte del cens electoral.) |                                          |                                     |                                     |        |          |          |

### Alcaldes
Des de 2016 l'alcalde de Torís és Eugenio Javier Fortaña Fons de PSPV-PSOE.
| Període                       | Alcalde o alcaldessa                      | Partit polític           | Data de possessió                | Observacions                                        |
| ----------------------------- | ----------------------------------------- | ------------------------ | -------------------------------- | --------------------------------------------------- |
| 1979–1983                     | Baldomero González García                 | Independent              | 19/04/1979                       | --                                                  |
| 1983–1987                     | Baldomero González García                 | Independent              | 28/05/1983                       | --                                                  |
| 1987–1991                     | Baldomero González García                 | PSPV-PSOE                | 30/06/1987                       | --                                                  |
| 1991–1995                     | Baldomero González García                 | PSPV-PSOE                | 15/06/1991                       | --                                                  |
| 1995–1999                     | Baldomero González García                 | PSPV-PSOE                | 17/06/1995                       | --                                                  |
| 1999–2003                     | Baldomero González García                 | PSPV-PSOE                | 03/07/1999                       | --                                                  |
| 2003–2007                     | Pilar Blasco Domingo                      | PSPV-PSOE                | 14/06/2003                       | --                                                  |
| 2007–2011                     | Pilar Blasco Domingo                      | PSPV-PSOE                | 16/06/2007                       | --                                                  |
| 2011–2015                     | Pilar Lozano Picó                         | PP                       | 11/06/2011                       | --                                                  |
| 2015–2019                     | Ismael Corell Garcia Eugenio Fortaña Fons | C's No adscrit PSPV-PSOE | 13/06/2015 09/07/2015 09/01/2016 | Canvi de grup Pacte de Govern PSPV+C's+Compromís -- |
| 2019-2023                     | Eugenio Fortaña Fons                      | PSPV-PSOE                | 15/06/2019                       | --                                                  |
| Des de 2023                   | n/d                                       | n/d                      | 17/06/2023                       | --                                                  |
| Fonts: Generalitat Valenciana |                                           |                          |                                  |                                                     |

## Últims processos electorals
Eleccions autonòmiques de 24 de maig de 2015: https://resultados.elpais.com/elecciones/2015/autonomicas/17/46/248.html
Eleccions generals de 2015: https://resultados.elpais.com/elecciones/2015/generales/congreso/17/46/248.html
Eleccions generals de 2016: https://resultados.elpais.com/elecciones/2016/generales/congreso/17/46/248.html

## Monuments

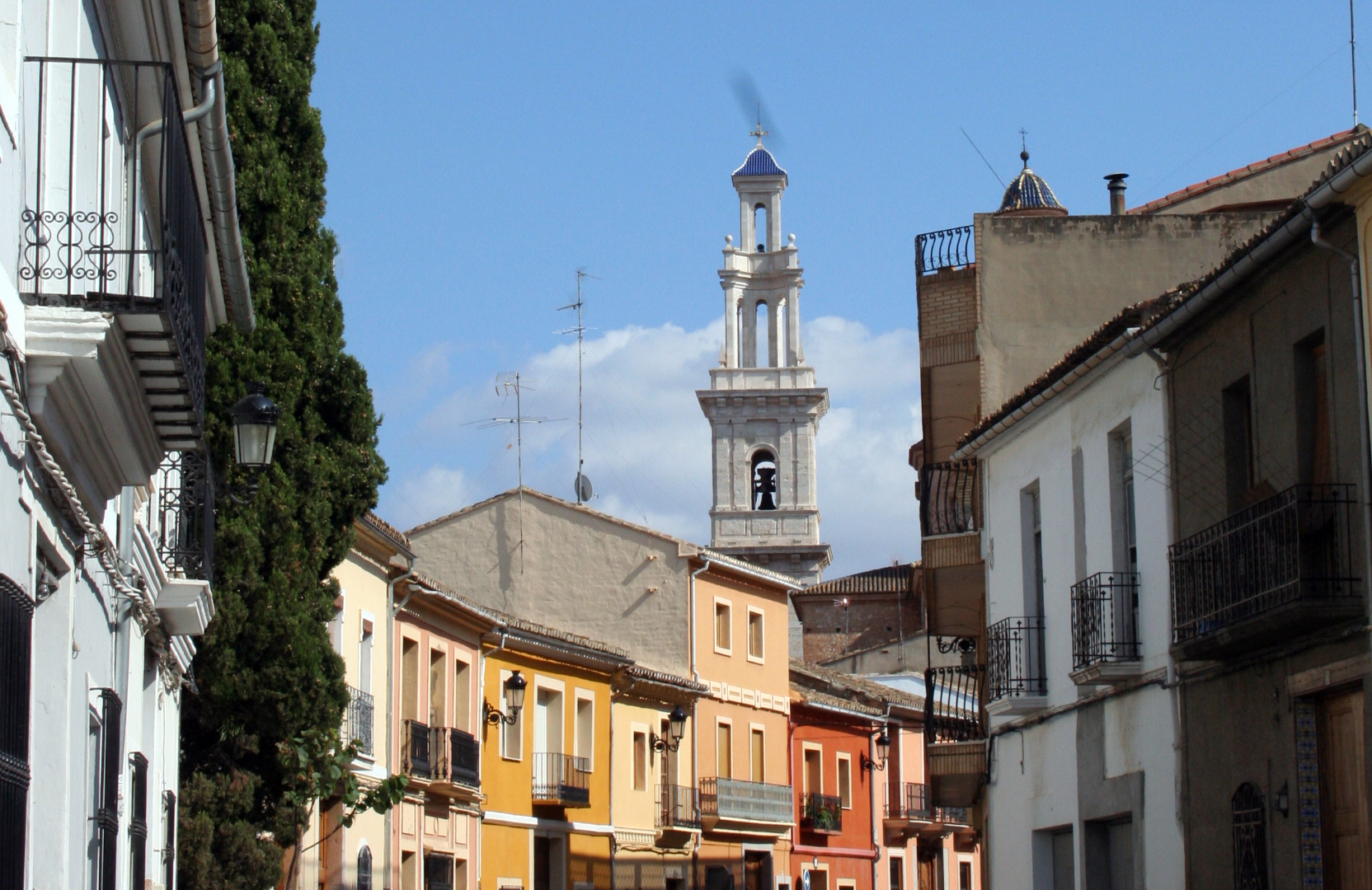
Vista dels carrers de Torís amb el campanar de l'església al fons

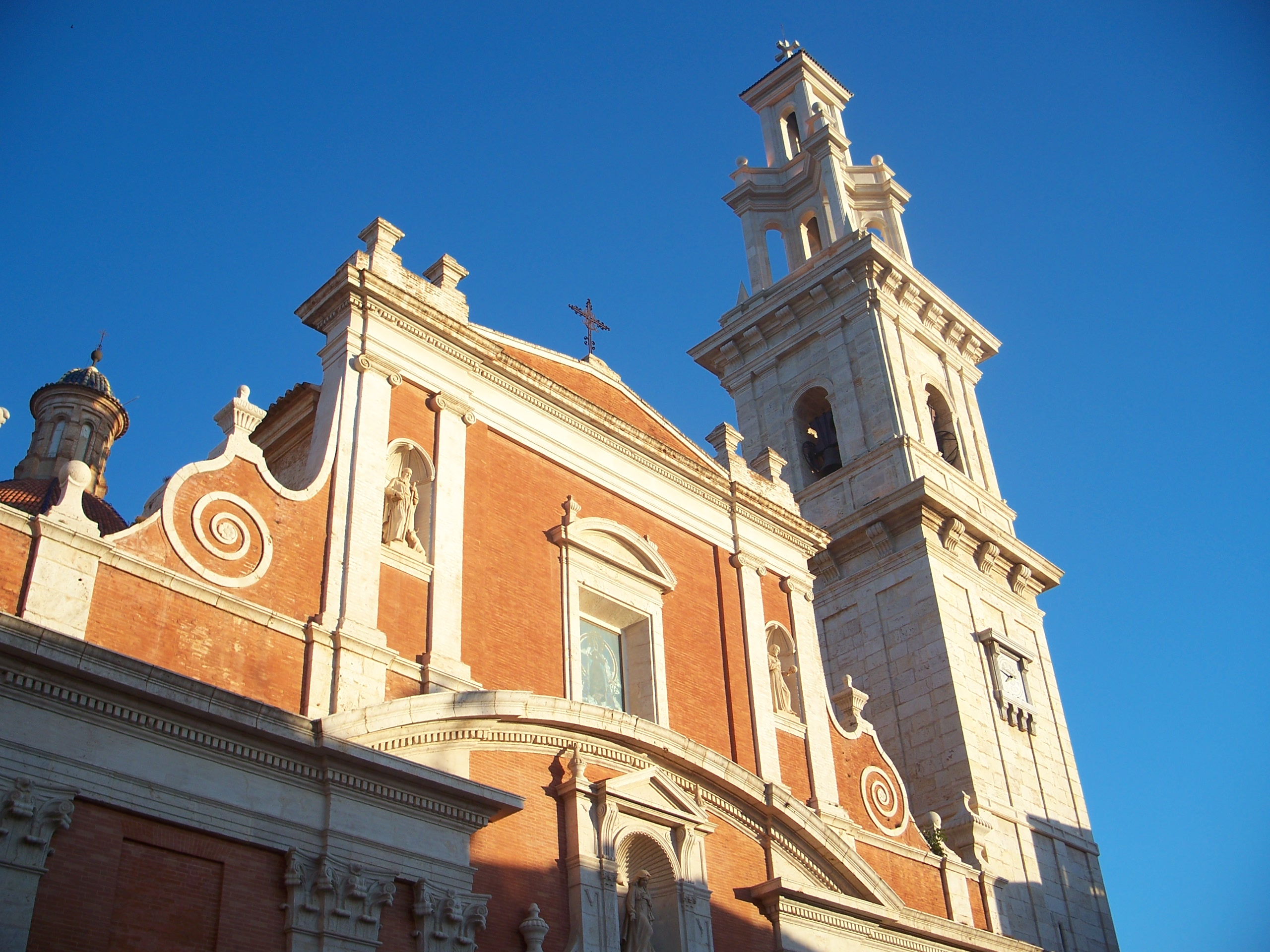
Façana de l'església de la Nativitat de Maria

El nucli antic, d'origen àrab, manté la flaire d'aquells, els seus carrers estrets i costeruts on trobem l'ampuixarra i el castell, de petites dimensions i del qual només resten els fonaments d'un parell de torres i restes de la muralla. De la resta del patrimoni torisà citarem:

### Religiosos
- Església de la Nativitat de Maria. Edificada entre 1767 i 1777 per l'arquitecte Antoni Gilabert Fornés. De grans dimensions, és sens dubte una de les més importants d'aquelles contrades. Presenta característiques dels temples valencians d'aquella època: planta rectangular, nau principal de quatre trams, capelles laterals, ampla cúpula sobre tambor i petxines, capçalera amb capella de comunió, sagristia, trasagrari rectangular i façana barroca romana.
- Ermita dels Dolors. De planta neoclàssica, va ser aixecada en el XVIII sobre la primitiva església. El seu interior va ser restaurat en 2000. Abans de la façana, trobem una reixa i un pati menut que presenta pilastres dòriques i un timpà amb fornícula que albergava una Verge de la Soletat.

### Civils
- El Castellet. Es tracta d'un antiquíssim castellet musulmà, situat en un tossal allargat. Estava format per un recinte extern on es trobava l'antiga pobla i un recinte principal. Hui en dia encara es conserven restes de torres i la zona més alta, la de la torre de l'homenatge de maçoneria. Durant l'època musulmana, la proximitat de nuclis com València donava a esta fortificació un caràcter de primera línia defensiva.
- Celler Baronia de Turís. Edifici modernista de 1920 original de l'enginyer Rafael Janini que també dissenyà l'Estació Enològica de Requena.
- Safareig públic. De 1897 i, a hores d'ara, encara utilitzat per alguns veïns i veïnes.
- El Pirulí. Escultura que va plantar Miquel Navarro en 1986 i que va ser objecte de fortes controvèrsies.
- Diverses cases modernistes repartides pel poble algunes de les quals estan protegides.
- La Carència. És un jaciment ibèric que es va descobrir l'any 1887, situat a 3 km de la localitat. Després de les excavacions fetes en diverses fases, les últimes investigacions apunten que podria tractar-se de la prehistòrica i coneguda ciutat del Kili. Han aparegut peces de pedra, metall, os i ceràmica i entre elles hi ha inscripcions sepulcrals, fíbules, monedes, escultures, vasos i ponderals. Des d'allí es veu la mar, la costa de València i l'Albufera.

## Festes i celebracions
- Sant Antoni. Se celebra sobre el 17 de gener.
- Falles. Se celebren al març, una setmana després del 19. Es planten 5 falles.
- Fira Agrícola Turís Agro. A principis de maig amb degustacions de productes típics, sopars populars, exihibicions de Tir i arrossegament i expositors de sellers i altres empreses agroalimentàries de la comarca i la resta del País.
- Festes Populars. Del 7 al 17 d'agost.

## Gastronomia
Els menjars típics són: paella de conill i pollastre amb pilotes, arròs amb bledes, paella de tomaca amb pimentons i caragols o la jaranga acompanyats pels vins del poble i complementats amb pastissos de moniato, coques fines o magdalenes.

## Galeria d'imatges

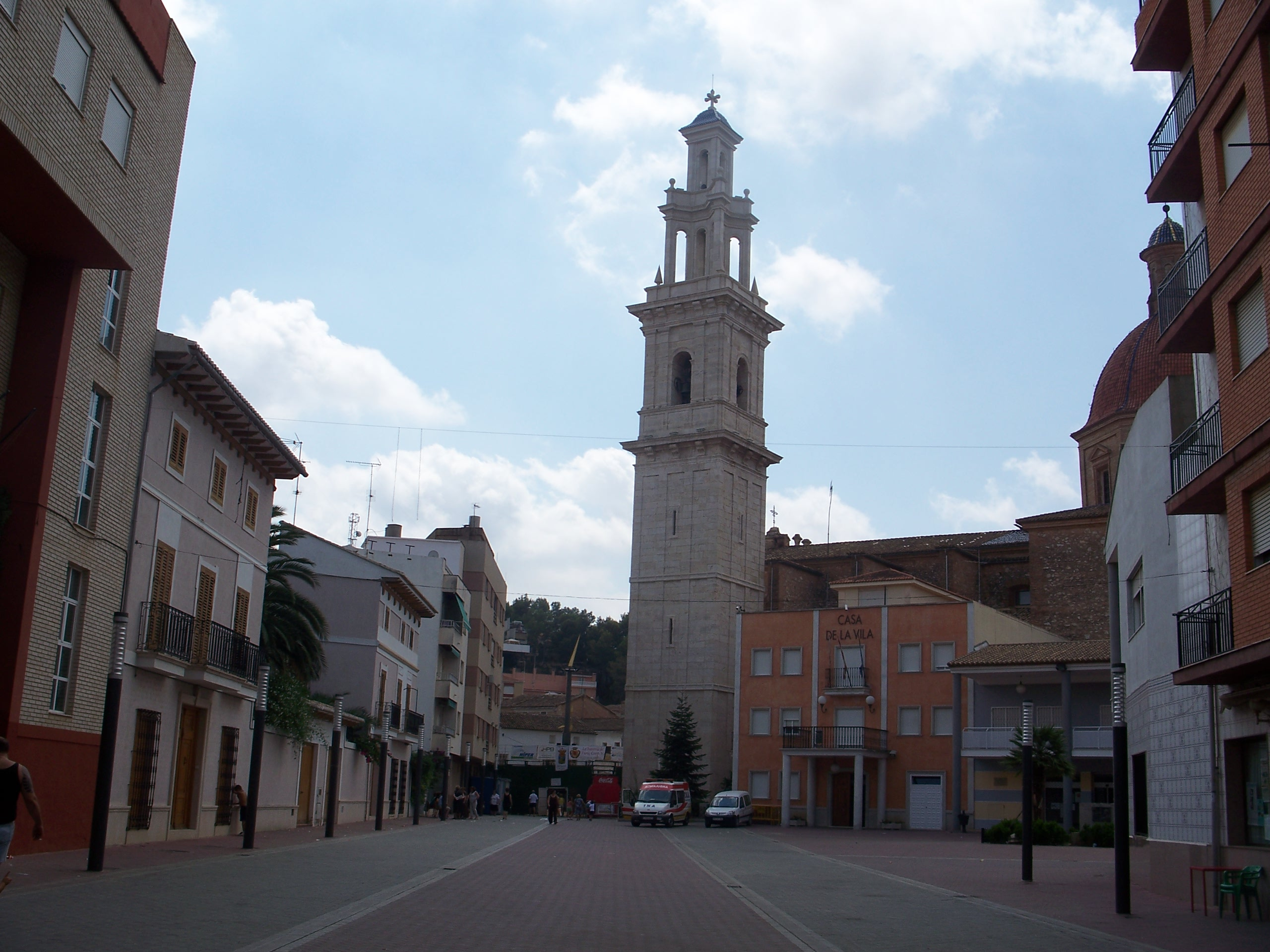
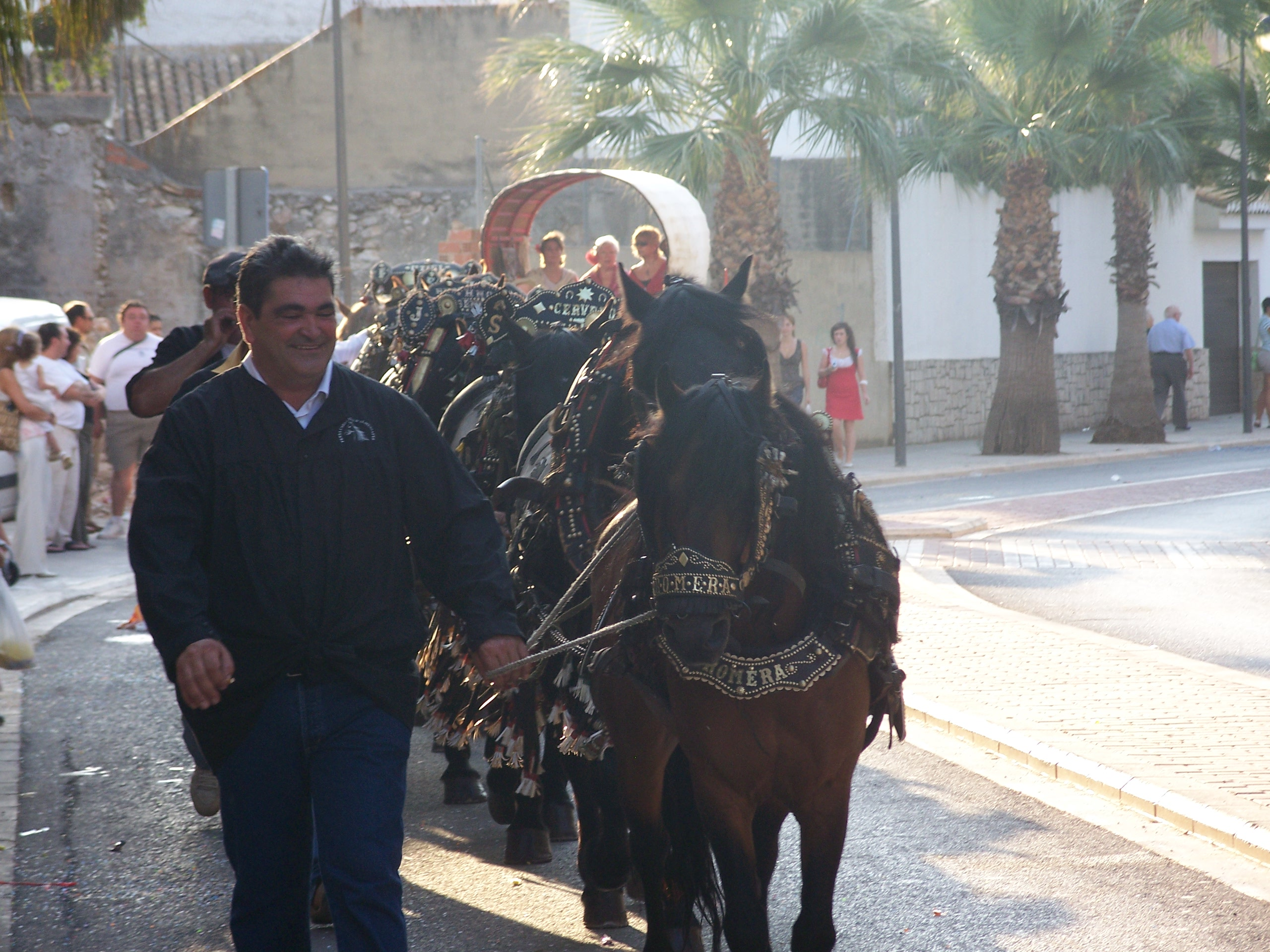
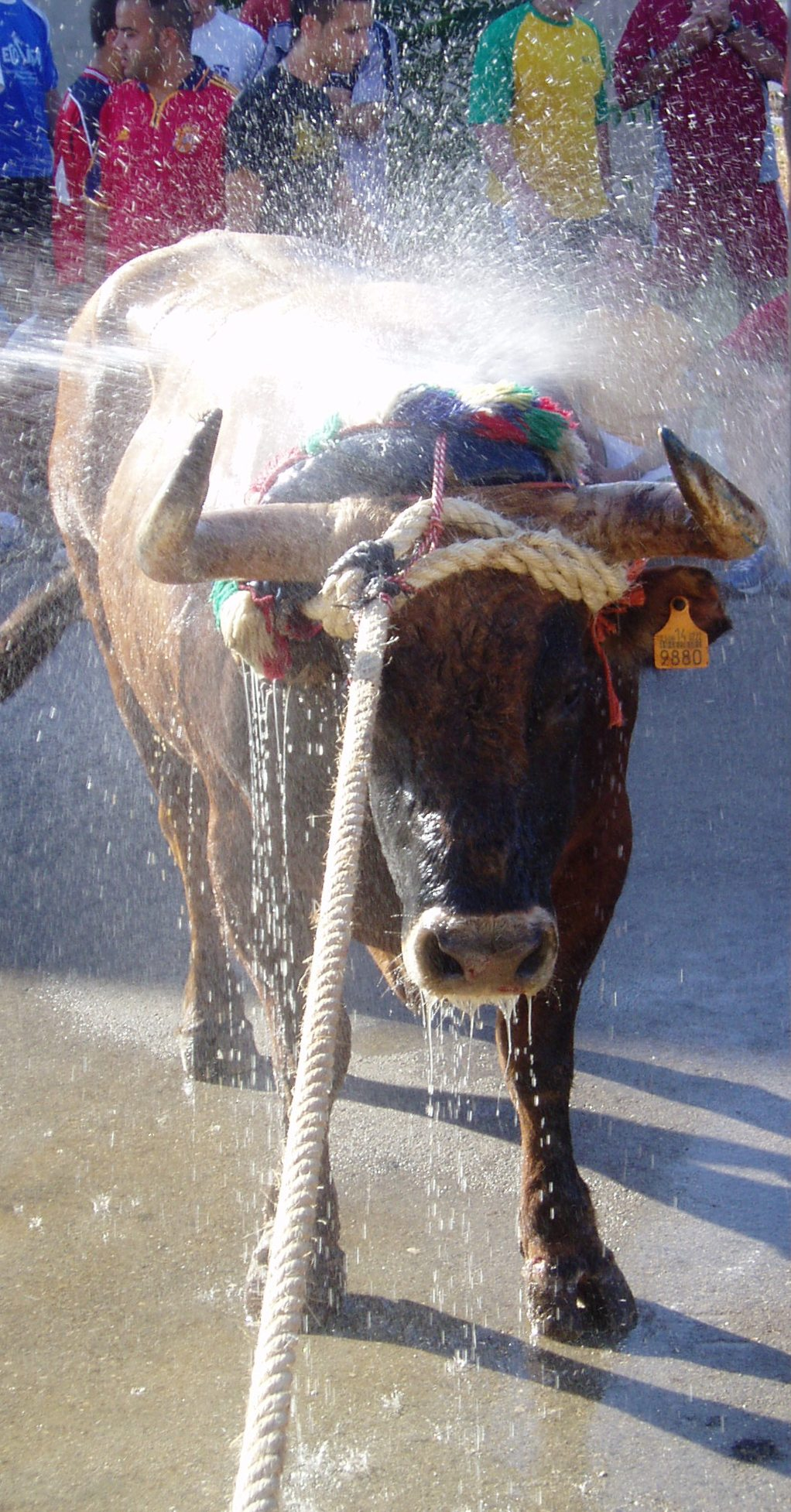
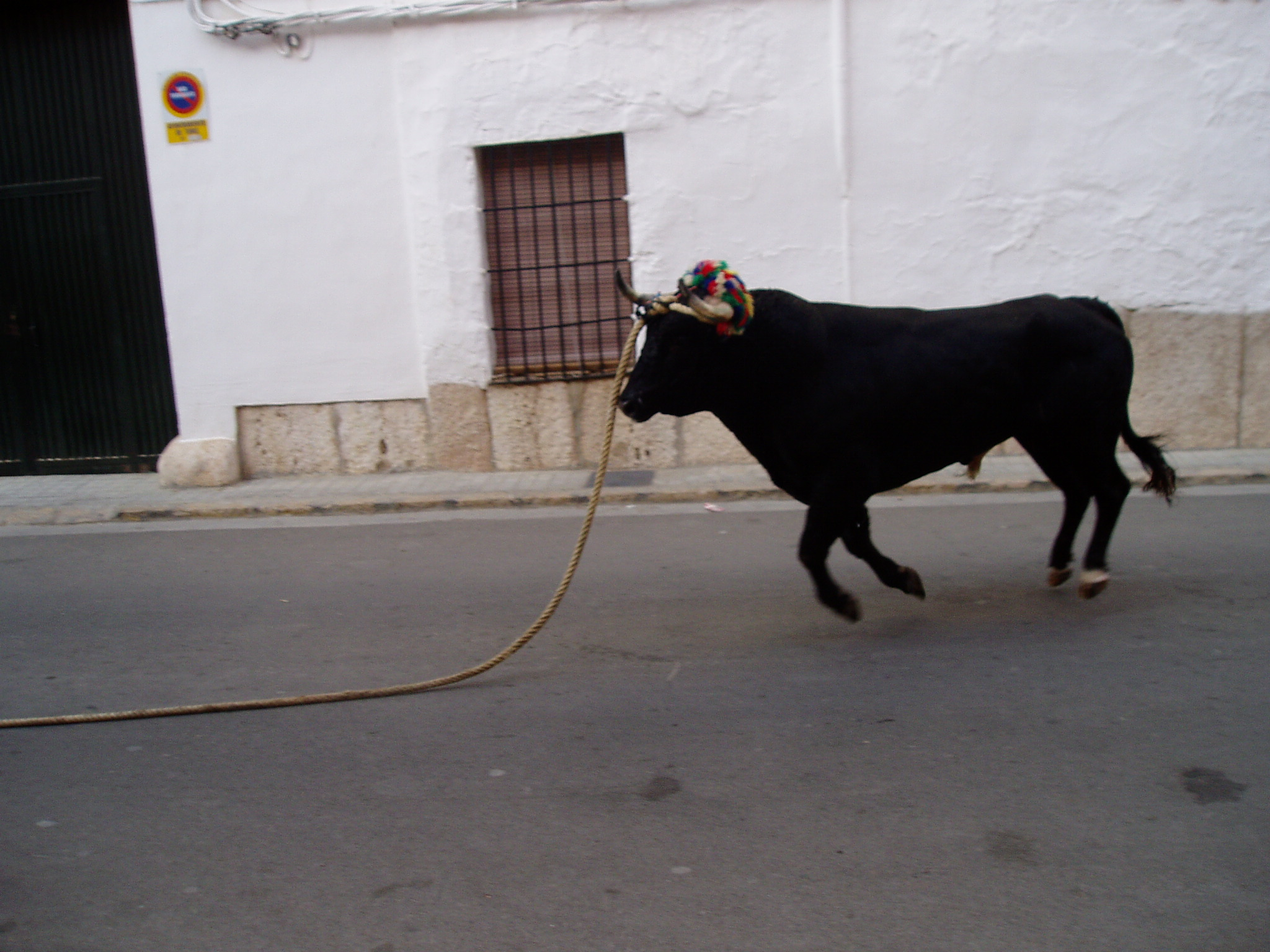
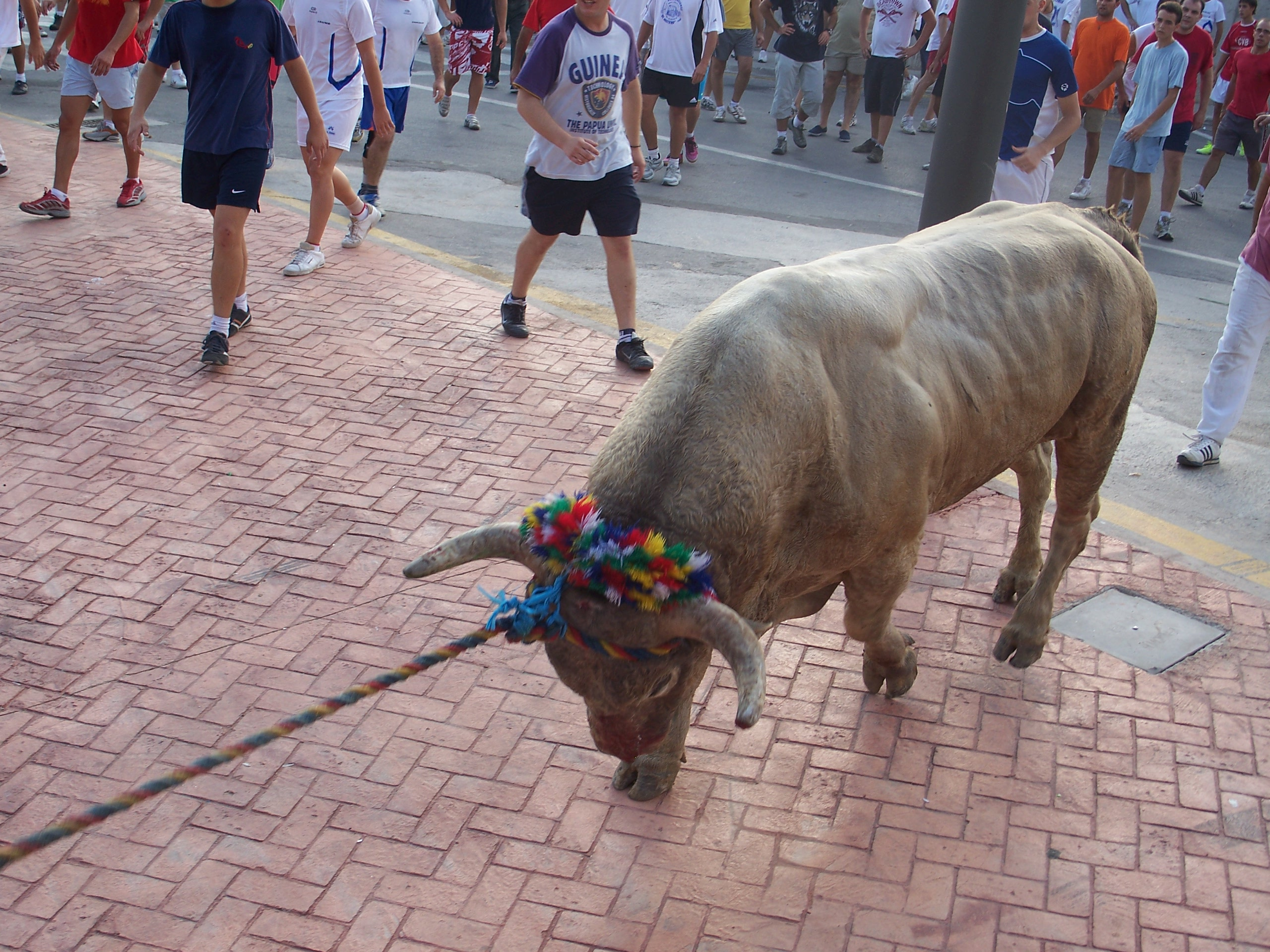

## Torisans il·lustres
- Antoni Martí Monterde, escriptor i catedràtic universitari